# Ángel Yldefonso
Ángel Fernando Yldefonso Narro (Chimbote, 10 de julio de 1967) es un abogado, jurista, juez y político peruano. Fue ministro de Justicia y Derechos Humanos del Perú en el gobierno de Pedro Castillo, entre febrero y marzo del año 2022.

## Biografía
Ángel Yldefonso nació el 10 de julio de 1967 en Chimbote, ciudad ubicada en la región Áncash.
Estudió Derecho y Ciencias Políticas en la Universidad de San Martín de Porres.
Obtuvo el doctorado en Ciencias Políticas y Relaciones Internacionales, por la Universidad Ricardo Palma.
Fue juez superior en la Corte Superior de Justicia de Madre de Dios. Se desempeñó como juez del Juzgado Mixto del departamento de Junín.
Participó en procesos electorales con los partidos políticos Fuerza Social, Acción Popular y Unión por el Perú. Actualmente está afiliado al partido político Podemos Perú desde julio del 2024.

### Ministro de Justicia
El 8 de febrero del 2022, fue nombrado por el presidente Pedro Castillo como ministro de Justicia y Derechos Humanos en reemplazo de Aníbal Torres, quien había renunciado al MINJUS para asumir el premierato.
Su nombramiento fue cuestionado debido a su labor como juez, donde absolvió a 8 ex-policías narcotraficantes. También contaba con denuncias negligencia cuando se desempeñaba como procurador y generó polémica al haber defendido a un procesado por violación.
El 4 de marzo del mismo año, Yldefonso presentó su renuncia al cargo en “en pos de la gobernabilidad y estabilidad del país” y fue reemplazado por Félix Chero.
Luego, fue nombrado como embajador de Perú en Guatemala en noviembre del 2022.